# Sadu (Roemenië)
Sadu is een Roemeense gemeente in het district Sibiu. Sadu telt 2431 inwoners.